# Jedina (албум групе Let 3)
Једина је пети албум ријечке групе Лет 3. Албум садржи 17 песама од којих су хитови Тази-тази, Драма, Жену варам, Професор Јаков… Изашао је 2000. године у издању Далас рекордс.
Албум је праћен спотовима за песме Тази-тази, Драма, Жену варам, Професор Јаков.